# Mycologia

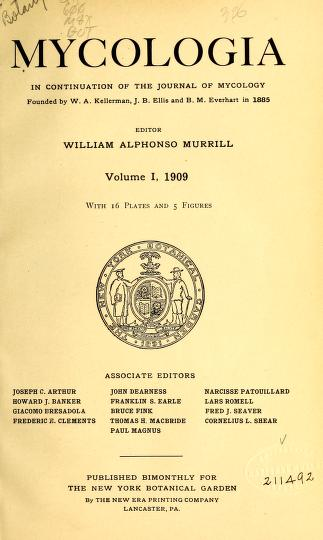
Couverture du premier numéro de Mycologia en 1909.

Mycologia est une revue scientifique à comité de lecture qui publie des articles sur tous les aspects des champignons, y compris les lichens. Il est apparu pour la première fois sous forme de journal bimensuel en janvier 1909, publié par le New York Botanical Garden sous la direction de William Murrill. Il est devenu le journal officiel de la Société mycologique d'Amérique (en), qui le publie encore aujourd'hui. Il a été formé par la fusion du Journal of Mycology (14 volumes; 1885–1908) et du Mycological Bulletin (7 volumes; 1903–1908). Le Bulletin mycologique était connu sous le nom de Bulletin mycologique de l'Ohio dans son premier volume.

## Éditeur
Les personnes suivantes ont été rédacteur en chef de la revue :
- 1909–1924 - William Murrill
- 1924–1932 - Fred J. Seaver
- 1933 - H.M. Fitzpatrick
- 1933–1934 - J.A. Stevenson
- 1934–1935 - F.A. Wolf
- 1935–1936 - G.R. Bisby
- 1945–1950 - Alexander H. Smith
- 1951–1957 - G.W. Martin
- 1958–1960 -  Donald P. Rogers
- 1960–1965 - Clark T. Rogerson
- 1966–1970 - R.W. Lichtward
- 1967 - Joseph C. Gilman
- 1971–1975 - R.K. Benjamin
- 1976–1980 - M. Barr Bigelow
- 1981–1985 - T.W. Johnson, Jr.
- 1986–1990 - R.H. Petersen
- 1991–1995 - David McLaughlin
- 1996–2000 - David H. Griffin
- 2001–2004 - Joan W. Bennett
- 2004–2009 - Don Natvig
- 2009–2014 - Jeffrey K. Stone
- 2015–present - See below

Les personnes suivantes ont été rédacteur en chef de la revue :
- 2016–present - Brian D. Shaw